# 何定江
何定江（18世纪?—1808年），字景宗，号静轩。广东省香山縣小榄（今属广东省中山市）人。中國清朝武官官員。
乾隆四十二年（1777年）丁酉科第三名武举人，乾隆四十五年（1780年）庚子恩科二甲第一名武進士。以侍卫拣发福建，补长福营右军都司、安协水师营都司。因拿获洋匪，议叙题补水师提标游击，升闽浙督标水师营参将。嘉慶五年（1800年），任澎湖水師協副將。翌年升任金門總兵。不久，移任浙江定海镇总兵。因失拿海寇蔡牽被革留任。后以捕贼立功，补授浙江提督，总统闽浙水师，节制各镇。嘉庆十三年（1808年），于温州海面再遇蔡牽，何定江极力穷追而不获，病发身故。

## 詩作
- 《集大小山房赏菊赋得更将弦管醉东篱》

莫说繁华不到秋，名香十八尽风流。
千篇奇藻能增丽，一曲清商为写幽、
座里色香传白雪，醉中丝竹拜红侯。
山堂此日添新调，休羡当年菊部头。